# داستين باتلر
داستين باتلر هو لاعب هوكي الجليد كندي، ولد في 30 ديسمبر 1987 في هاي ريفر ‏ في كندا.

## وصلات خارجية
- داستين باتلر على موقع دوري الهوكي الوطني (الإنجليزية)
- داستين باتلر على موقع EliteProspects.com (الإنجليزية)
- داستين باتلر على موقع HockeyDB.com (الإنجليزية)